# Friedrich Dornblüth

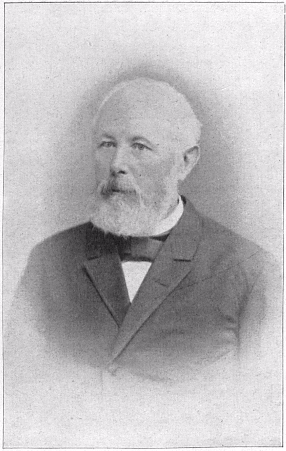
Friedrich Dornblüth

Friedrich (Carl Johann) Dornblüth (* 31. Juli 1825 in Plau am See; † 15. November 1902 in Frankfurt am Main) war ein deutscher Mediziner, Hygieniker und Sachbuchautor.

## Leben
Friedrich Dornblüth wurde 1825 in Plau in Mecklenburg geboren als Sohn des Kreisphysikus und Hofrats (Albert) Ludwig Dornblüth und dessen Frau Friedrike Wilhelmine Kock, Tochter des Superintendenten der Rostocker St. Marienkirche. Nach dem Schulbesuch in Parchim studierte er ab 1844 Medizin an den Universitäten in Rostock, Leipzig und Heidelberg. Es folgte am 16. März 1849 in Rostock die Promotion zum Dr. med. mit der Dissertation „Über die Ursachen der Herzbewegung und die Vergiftung mit Digitalis“ und am 12. April die Approbation. Während seines Studiums wurde er 1844 Mitglied der Leipziger Burschenschaft Kochei und 1847 der Alten Heidelberger Burschenschaft Franconia. Nach seinem Studium war er zunächst als Militärarzt im badischen Feldzug und dann von Oktober 1849 bis 1902 als praktischer Arzt in Rostock tätig.
Am 29. März 1853 wurde Dornblüth neben anderen Demokraten wie etwa Karl Türk und den Brüdern Julius und Moritz Wiggers in den Rostocker Hochverratsprozess verwickelt. Für mehr als drei Jahre saß er im Bützower Gefängnis in Untersuchungshaft. Im Prozess wegen versuchten Hochverrats wurde er schließlich 1856 zu drei Jahren Zuchthaus verurteilt, die auf dem Gnadenwege in eine 10-monatige Festungshaft umgewandelt wurden. Nach der Haftentlassung am 24. Oktober 1857 war er wieder in seiner Praxis tätig.
Als engagierter Demokrat war er von 1887 bis 1902 Mitglied der Rostocker Bürgervertretung und wirkte auch als deren stellvertretender Vorsitzender. Daneben war er Vorsitzender des Vereins für öffentliche Gesundheitspflege sowie des Kunstvereins zu Rostock, Vorsitzender des Landeswahlvereins der liberalen Partei beider Mecklenburg, Mitbegründer des Allgemeinen Mecklenburgischen Ärztevereins-Bundes und von 1877 bis 1884 Redakteur des Correspondenzblattes. Zu seinem 50-jährigen Doktorjubiläum am 16. März 1899 wurde er zum Medizinalrat und zum Ehrenmitglied des Rostocker Ärztevereins ernannt.
Dornblüths Hauptanliegen war die öffentliche wie auch die private Gesundheitspflege und Hygiene. Seine erfolgreiche Arbeit während der Choleraepidemien 1850 und 1859 führten ihn zur umfassenden Forschung auf dem Gebiet der Hygiene. Zahlreiche Beiträge mit meist hygienischen Themen veröffentlichte er in den Fachpublikationen wie Jahrbuch für Kinderheilkunde, Vierteljahrsschriften für öffentliche Gesundheitspflege, in Ärztlichen Monatsschriften etc. Daneben erschienen auch in gemeinverständlicher Form gehaltene Abhandlungen in Volkszeitschriften wie etwa der Gartenlaube, Vom Fels zum Meer und der Illustrierten Frauenzeitung.
Friedrich Dornblüth war seit dem 19. November 1852 verheiratet mit Katharina Elisabeth Sophie Wetzel (1830–1883), geboren zu Schloss Zwingenberg am Neckar als Tochter des Forstmeisters Christian Friedrich Wetzel. Der Sohn Otto Dornblüth (1860–1922) wurde ebenfalls ein bekannter Arzt. Er war Herausgeber eines medizinischen Wörterbuchs, das später als der Pschyrembel bekannt wurde.
Dornblüth weilte 1902 in Frankfurt am Main, wo er in der Nähe seines dort wohnenden Sohnes seinen Lebensabend verbringen wollte, verstarb aber am 15. November nach kurzer Krankheit an einem Schlaganfall. Nach dem „Arzt und Politiker“ Dornblüth ist eine Straße in der Rostocker Kröpeliner-Tor-Vorstadt benannt.

## Schriften (Auswahl)
- Über die Ursachen der Herzbewegung und die Vergiftung mit Digitalis. Dissertation, Adlers Erben, Rostock 1849 (Digitalisat BSB München)
- Ursachen der Cholera. Rostock 1860
- Anleitung zum Gebrauch des Seebades. 1864
- Die Schule der Gesundheit: Aerztliche Belehrungen für Familie und Haus. Baensch, Leipzig 1870 (Google Books)
- Die chronische Tabakvergiftung. Breitkopf & Härtel, Leipzig 1877
- Die Skoliose.  Breitkopf & Härtel, Leipzig, 1879
- Die Schule der Gesundheit: Klassische Körperpflege.  1883
- Die Gesundheitspflege der Schuljugend: Für Eltern und Erzieher. Stuttgart 1892, Reprint: Forgotten Books, ISBN 978-0-282-69873-7 (archive.org)
- Hygiene des Turnens. 1896
- zahlreiche Artikel in der Gartenlaube wie: Abhärtung, Aerzte und Publicum, Ist Radfahren gesund? Unser Bett, Das Geheimmittel gegen Trunksucht, Gefahren im Umgang mit Petroleum und verwandten Stoffen, Die Gefahren des Milchgenusses und ihre Abwehr, Wie soll man essen?[3]